# Latil TAR
Le Latil TAR est un tracteur d'artillerie lourd produit par le constructeur Latil pour l'Armée française.
Sa première version, le Latil TH, est produite de 1913 à 1915, puis le Latil TAR est produit à partir de 1915. Ces camions sont utilisés par les régiments d'artillerie lourde à tracteurs de l'Armée pendant la Première Guerre mondiale.
Le Latil TAR est ensuite amélioré en TAR 2 en 1920, TAR 3 en 1924, TAR 4 en 1928, TAR 5 en 1930 puis FTAR en 1933. Très lents mais robustes, plus de 2 000 Latil TAR (des différents types) sont toujours en service au début de la Seconde Guerre mondiale, malgré l'adoption par l'Armée en 1934 du Latil TARH2 plus moderne.

## Historique

### Lancement
En 1911, peu avant le début de la Première Guerre mondiale, pour remplacer les animaux utilisés pour tirer les charges lourdes sur route et les champs de bataille, l'Armée française recherche un véhicule capable de tracter les pièces d'artillerie sur tous les terrains d'intervention. Latil donna naissance au Blum-Latil. Ce prototype sera finalisé en 1911, avec une vocation aussi bien militaire que civile.
Un concours est lancé en mars 1913. Le Ministère de la Guerre en avait fixé le programme : « Les camions ne doivent pas dépasser 7,5 tonnes dont 2 de charge utile, rouler à la vitesse moyenne de 8 km/h en tractant 15 tonnes et être capables de gravir, sans remorque, une pente de 18 %. ». Plusieurs constructeurs sont candidats : Panhard & Levassor en collaboration avec Châtillon-Commentry propose le Châtillon-Panhard K11, Balachowsky & Caire ont conçu un tracteur à moteurs électriques entraînés par un moteur à essence et Latil présente le tracteur Latil TI. Ce dernier remportera la préférence des militaires. Un nouveau modèle, le Latil TH, est présenté au concours de remorques de juillet-août 1913.

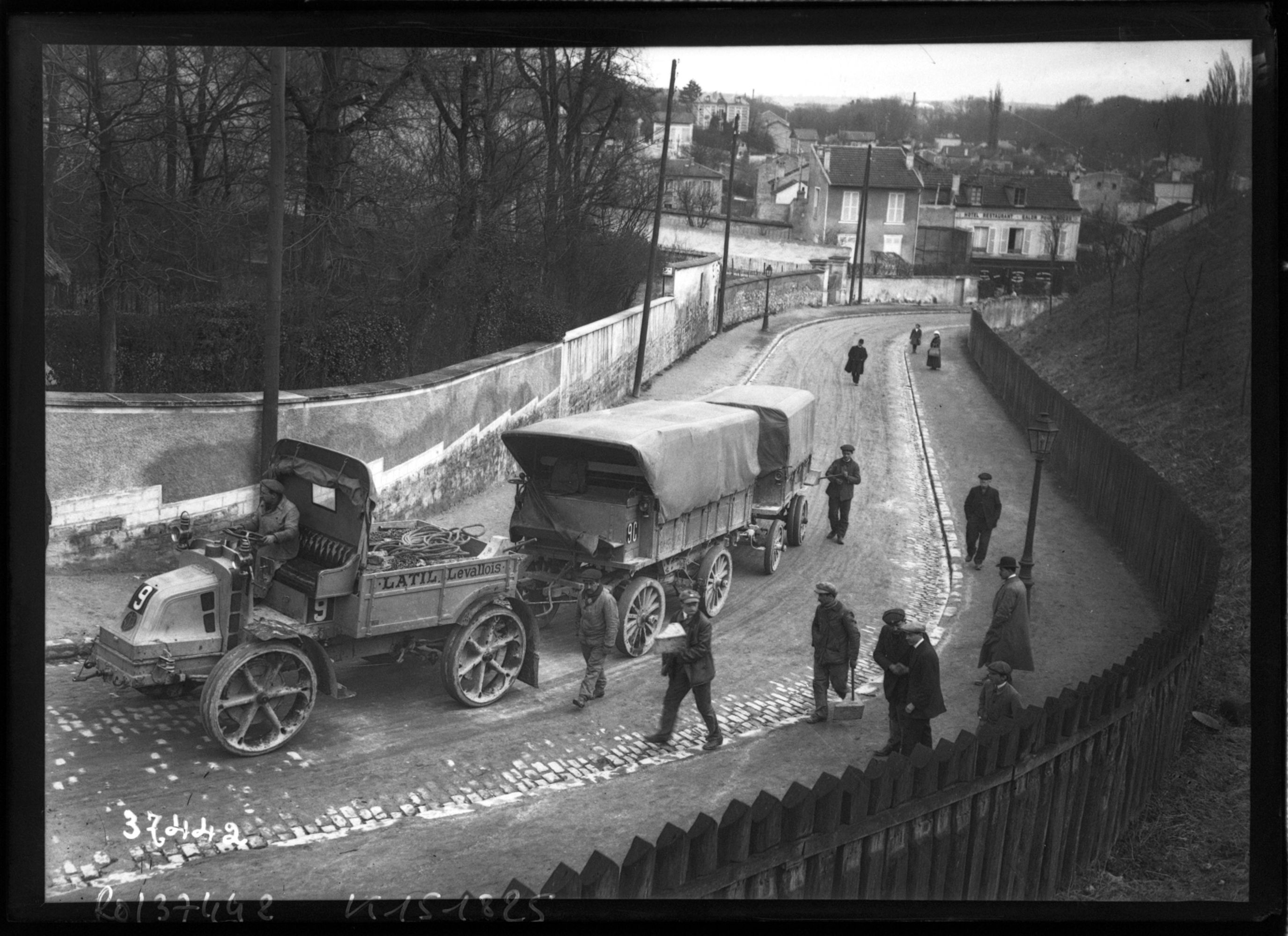
Latil TH sur châssis court au concours de mars 1914.

Un second concours est organisé en mars 1914 qui voit 4 candidats dans la catégorie des tracteurs lourds : toujours le Châtillon-Panhard K11 et le Latil TH (sur châssis plus court) mais également deux nouveaux venus, un modèle Schneider et le Renault EG. Le Renault EG se place en tête mais les conditions climatiques difficiles ne permettent pas de jauger réellement les capacités des différents véhicules et aucune commande n'est passée à l'issue de ce concours.

### Le Latil TH
Produit de 1913 à 1915. La première commande est passée en 1914.

### Le TAR durant la Première Guerre mondiale

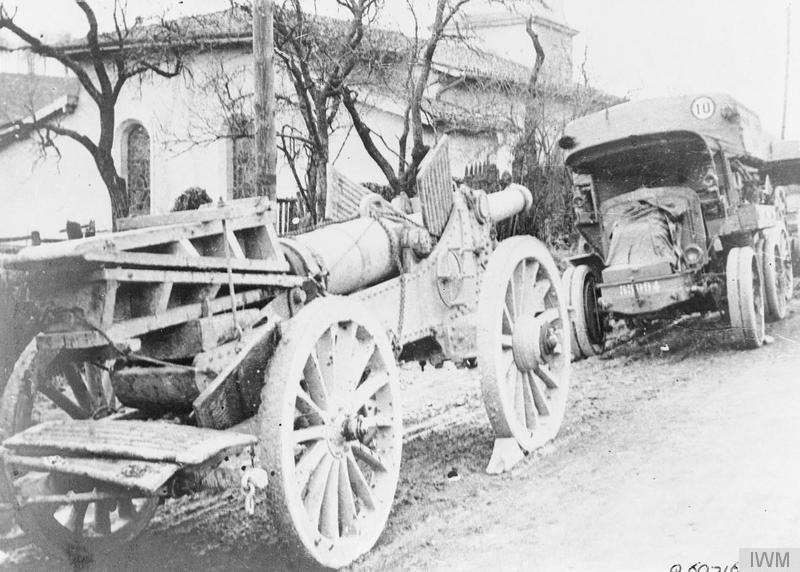
Un Latil TAR et un canon de 155 mm long modèle 1877 (au premier plan) lors de la bataille de Verdun.

En 1915, la production passe au Latil TAR. 2 000 sont en service le 11 novembre 1918. Ils sont utilisés par l'artillerie lourde ou comme véhicules de dépannage.
Il n'y a pas d'explication sûre pour l'appelation Latil TAR (Latil TH2 aurait été plus logique car le TAR est un TH amélioré). On trouve Tracteur d'Artillerie Roulant, Tracteur ARtillerie ou encore Tracteur ARmée.

### Entre-deux-guerres

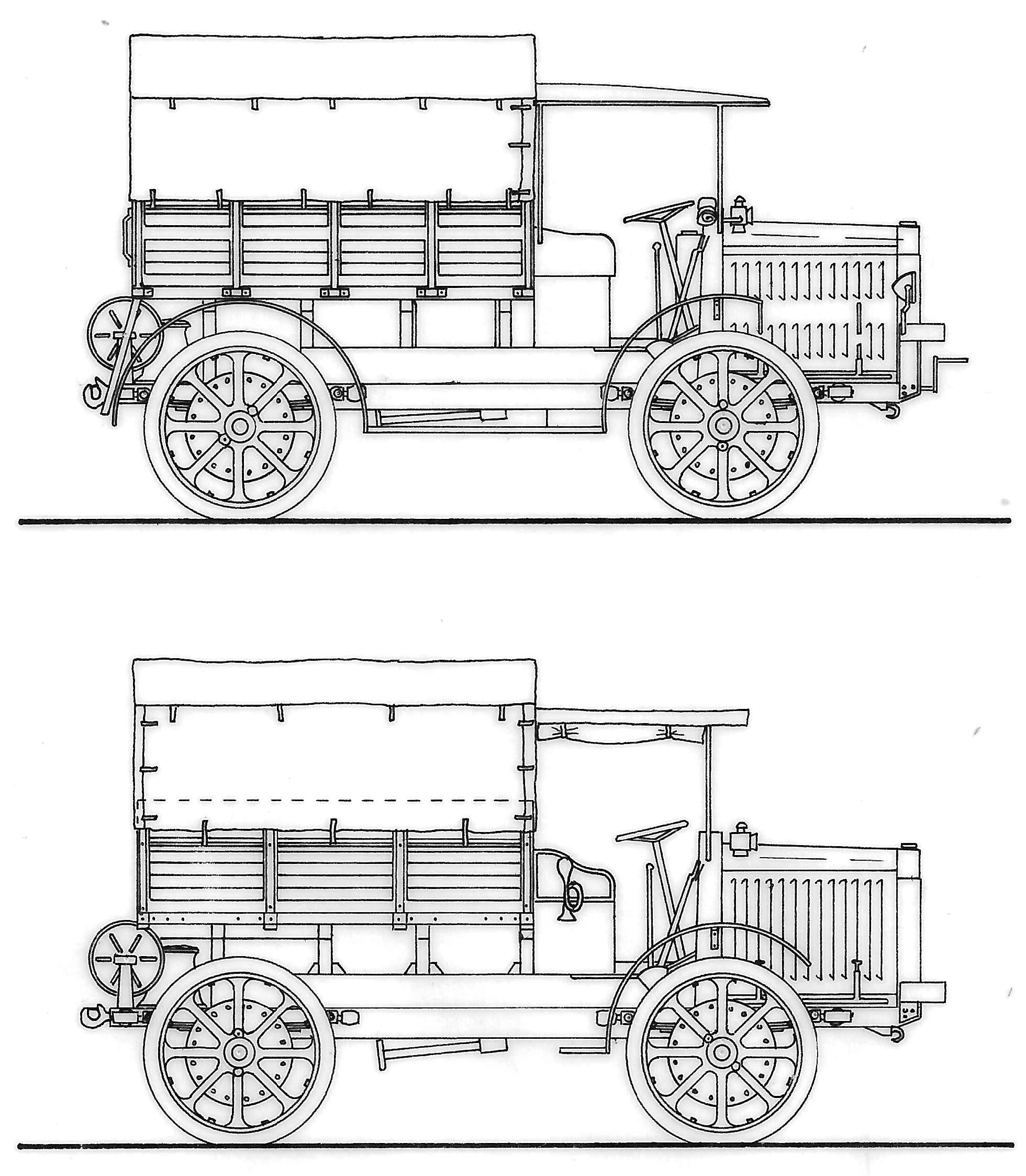
En haut, un TAR 4 (1928) et, en bas, un TAR 3 (1924).

Après la guerre, le Latil TAR, qui n'avait été produit que pour l'Armée, reçoit de nombreux usages civils.
Le Latil TAR est ensuite amélioré en TAR 2 en 1920 puis TAR 3 en 1924. La silhouette change car le radiateur est placé à l'avant et le capot crocodile disparait.
En 1928, apparaît le TAR 4, équipé d'un moteur 4 cylindres plus volumineux. Enfin, le TAR 5 de 1930 reçoit un moteur type B5 et le FTAR de 1933 un moteur type F.
Il est prévu à partir de 1924 de remplacer les TAR mais aucun successeur n'est adopté. Les différentes variantes du TAR sont commandées par l'Armée à 400 exemplaires jusqu'en 1934. Très lents mais robustes, plus 2 000 Latil TAR (des différents types) sont toujours en service au début de la Seconde Guerre mondiale, malgré l'adoption par l'Armée en 1934 du Latil TARH2 plus moderne. Les TAR se révèlent complètement inadaptés à la guerre rapide, dite Blitzkrieg, menée pendant la bataille de France.

## Caractéristiques

### Dimensions

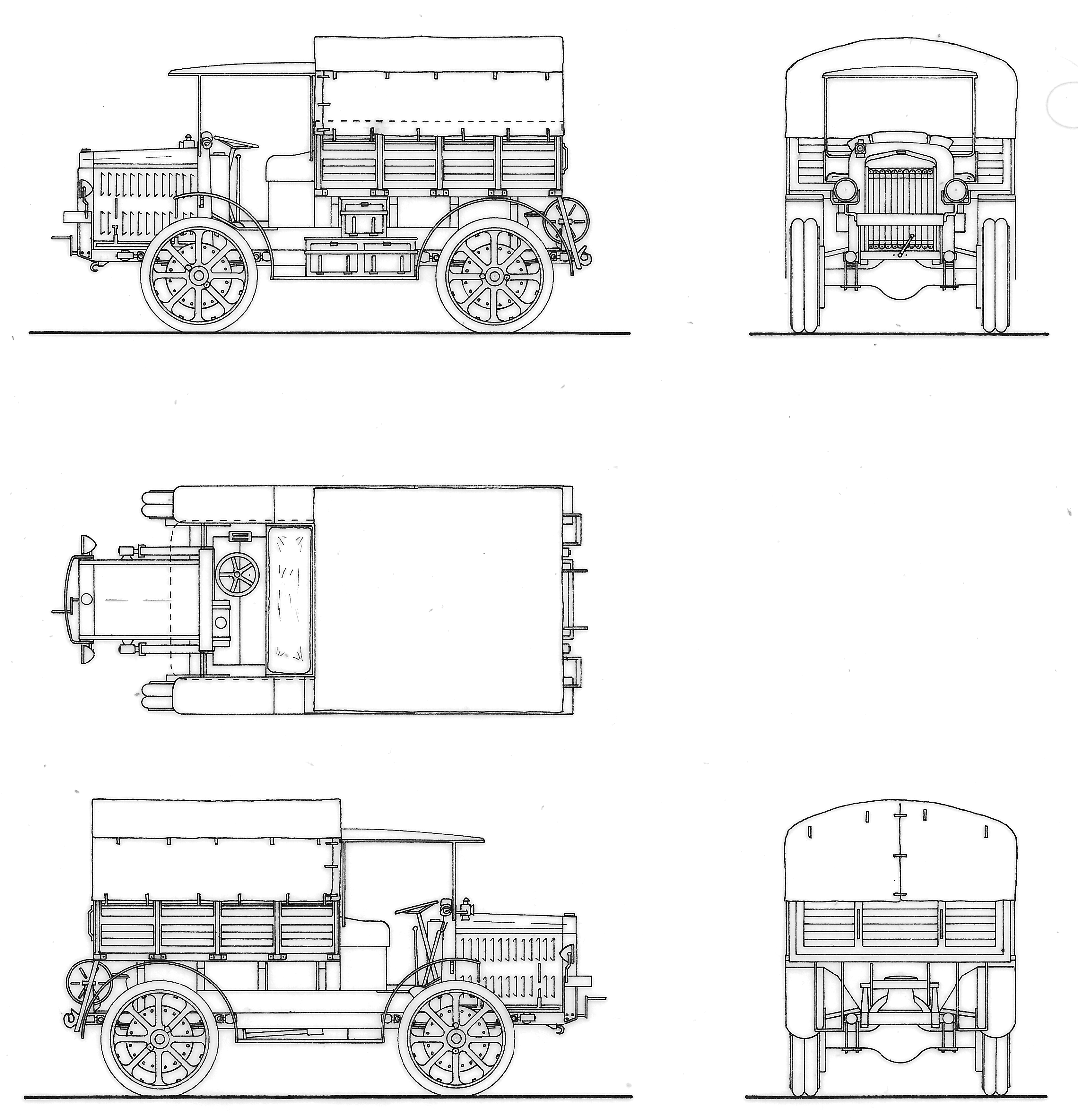
Plans du Latil TAR 4 (modèle de 1928). Les dimensions sont identiques au TAR de 1915.

Le rapport des tests effectués par l'Armée mentionnent que pour utiliser son effort de traction maximum sur bon terrain, il doit au minimum être chargé de 2 tonnes[réf. souhaitée].
L'effort de traction aux jantes avec le premier rapport de boîte enclenché à 2,5 km/h est de 3 750 kg permettant de tracter un ensemble de[réf. souhaitée] :
- 20 tonnes sur une rampe de 15 % ;
- 25 tonnes sur une rampe de 12 % ;
- 35 tonnes sur une rampe de 8 %.

|                  | Latil TH (1914-1915) | Latil TAR (1915-1922) | Latil TAR 4 (1928-1930) |
| ---------------- | -------------------- | --------------------- | ----------------------- |
| Longueur         |                      | 5,90 m                | 5,90 m                  |
| Largeur          |                      | 2,25 m                | 2,25 m                  |
| Hauteur          |                      | 2,10 m                | 2,10 m                  |
| Empattement      | 3,5 m                | 3 m,                  | 3 m,                    |
| Masse à vide     | 5,8 à 6 t,           | 5,8 à 6 t,            | 7,03 t                  |
| PTAC             | 7,8 à 9 t,           | 7,8 à 9 t,            | 10,53 t                 |
| Effort de charge | ?                    | 12 à 18 t             | 20 t                    |

### Chaîne cinématique
Ayant déjà participé au premier concours de 1913, le constructeur Latil n'a apporté que très peu de modifications à son véhicule à quatre roues motrices et directrices[réf. souhaitée].
L'ensemble moteur, embrayage, boîte de vitesses et différentiel avant forment un seul bloc, relié au châssis en 3 points : une rotule à l'avant et deux pattes à ressort à l'arrière[réf. souhaitée].

#### Moteur
Le TH militaire et le TAR ont la même motorisation essence à 4 cylindres en ligne monobloc de 7,5 litres de cylindrée (120 × 160 mm) et développant 40 ch. Le Latil TH civile de 1913 est lui proposé avec un moteur 4 cylindres de 6,082 litres de cylindrée (110 × 160 mm) et développant 30-35 ch, . Le moteur des TAR 4 est réalésé à 124 × 160 mm, celui du TAR 5 est un 105 × 160 mm plus puissant et le FTAR a un 110 × 160 mm.
Le moteur est graissé par barbotage avec niveau constant avec un refroidissement par thermosiphon avec un radiateur circulaire à ventilateur central[réf. souhaitée].
Comme ses concurrents, il satisfait aux tests de traction et de franchissement d'une rampe de 15 % en charge avec 20 t réparties sur le tracteur et sa remorque. La vitesse sur route du tracteur seul est de 18 km/h et en charge (15 t avec remorques) sur terrain difficile, il atteint 12 km/h[réf. souhaitée].
| Modèle                       | Construction | Moteur + Nom         | Cylindrée + Alésage x course   | Performance                     | Couple  | Vitesse maxi |
| Latil TH (version civile)    | 1913 - 1915  | 4 cylindres en ligne | 6 082 cm3 (6,0 L) 110 × 160 mm | 22 kW (30-35 ch) à 1 000 tr/min | ... N m | 22,1 km/h    |
| Latil TH (version militaire) | 1913 - 1915  | 4 cylindres en ligne | 7 500 cm3 (7,5 L) 120 × 160 mm | 29 kW (40 ch) à 1 200 tr/min    |         | 22,1 km/h    |
| Latil TAR                    | 1915 - 1922  | 4 cylindres en ligne | 7 500 cm3 (7,5 L) 120 × 160 mm | 29 kW (40 ch) à 1 200 tr/min    |         | 17,8 km/h    |
| Latil TAR 4                  | 1928 - 1930  | 4 cylindres en ligne | . 124 × 160 mm                 | 45,6 kW (62 ch) à 1 500 tr/min  |         | 20 km/h      |
| Latil TAR 5                  | 1930 - 1933  | ?                    | . 105 × 160 mm                 | 44,1 kW (60 ch) à 1 750 tr/min  |         | 28 km/h      |
| Latil FTAR                   | 1933         | ?                    | . 110 × 160 mm                 |                                 |         |              |

#### Boite de vitesses

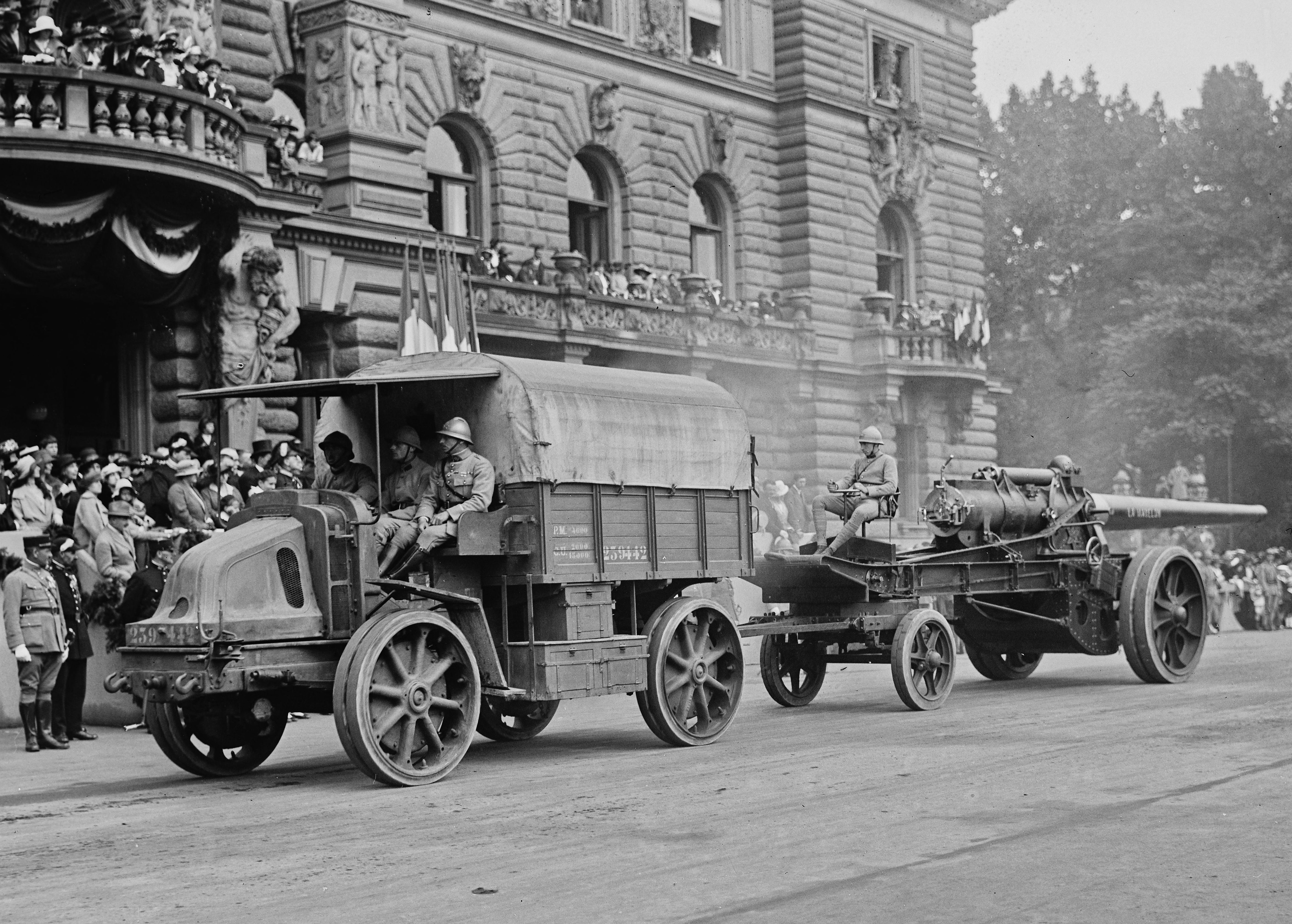
Latil TAR du tractant un canon de 145 mm modèle 1916 le 14 7 1922 à Strasbourg.

Le TAR est équipé d'une boite de vitesses manuelle à 5 rapports et marche arrière. Le premier rapport sert à "décoller" le véhicule ; le 4e sera en prise directe. L'arbre du baladeur porte une vis attaquant la couronne du différentiel intéressant les roues avant. En bout, il actionne un cardan qui va attaquer le différentiel arrière.
Le TH atteignait 22 km/h en 4e mais le TAR a donc été corrigé pour ne pas risquer d'endommager le matériel d'artillerie tracté.
|        | Régime de ralentie | Vitesse de croisière | Vitesse maxi | Régime maxi  |
| ------ | ------------------ | -------------------- | ------------ | ------------ |
| Neutre | 100 tr/min         | -                    | -            |              |
| 1re    | -                  | -                    | 3 km/h       | 1 250 tr/min |
| 2e     | -                  | Au pas               |              | 1 250 tr/min |
| 3e     | -                  |                      |              | 1 250 tr/min |
| 4e     | -                  |                      |              | 1 250 tr/min |
| 5e     | -                  | 15 km/h              | 18 km/h      | 1 250 tr/min |
| R      | -                  |                      |              | 1 250 tr/min |

#### Transmission
- Embrayage : cône cuir inversé.
- Transmission aux roues : par cardans latéraux qui terminent les arbres des deux différentiels. Les différentiels peuvent être bloqués.

### Mécanique

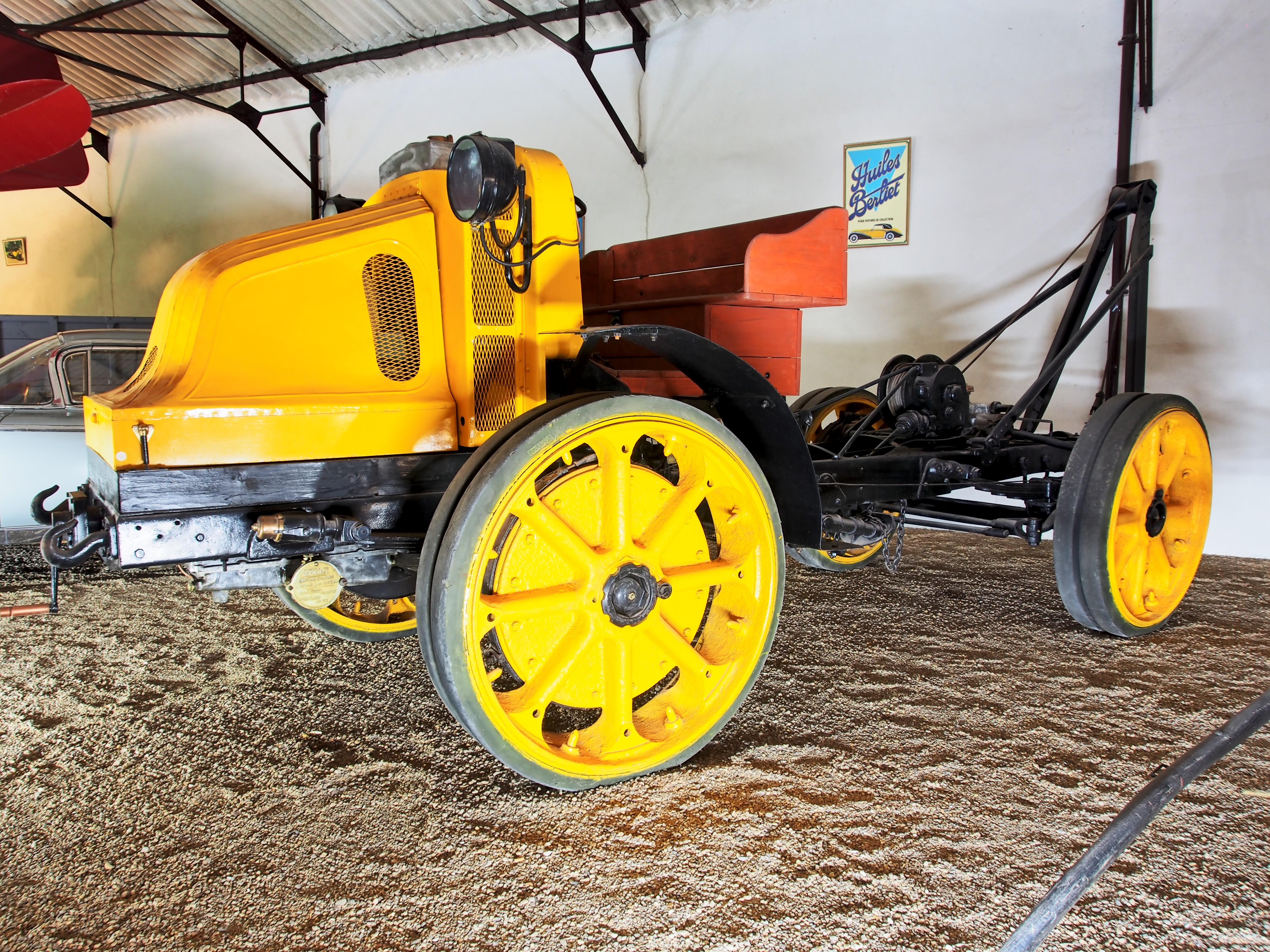
Châssis du Latil TAR du Musée Maurice-Dufresne.

Le véhicule dispose d'un système de freinage qui agit sur les quatre roues simultanément. Il possède deux freins à colliers (freins à mâchoires sur le TH) situés sur la face interne de chaque roue et un frein sur l'arbre en sortie de différentiel. Ce dernier, actionné au pied, sert pour les ralentissements ou le freinage de courte durée ; pour le freinage « de fatigue » ou d’urgence, le chauffeur doit actionner les freins sur roues à l’aide d’un levier manuel.
La suspension est assurée par des ressorts à lames en acier doux estampés sur les deux essieux reliés au châssis. Les ressorts sont terminés par des chapes qui s'engagent dans des supports spéciaux pour leur permettre d'osciller par rapport au châssis.
La direction est commandée sur les roues avant ; un arbre longitudinal transmet le même mouvement aux roues arrière et offre ainsi un court rayon de braquage de 8,50 m.
En 1915 est testé un Latil TAR à quatre chenilles amovibles placées sur les quatre roues. Le but est d'obtenir un véhicule tout-terrain à bon marché. Les essais sont fructueux et, en tout, six TAR à chenilles amovibles sont mis en service en 1918.

### Carrosserie
- Châssis : tôle emboutie de 200 mm de hauteur.
- Cabestan : un arbre sortant de la boîte de vitesses actionne un cabestan placé à l'arrière et permet de développer un effort de traction de 1 250 kg à 1,50 m par seconde.
- Roues : 4 roues identiques jumelées en acier coulé avec bandages caoutchoutés 1.200/110[réf. souhaitée]. Diamètre des jantes : 1 160 mm[1].

## Fonctionnement
Essai du camion Latil TAR

## Préservation

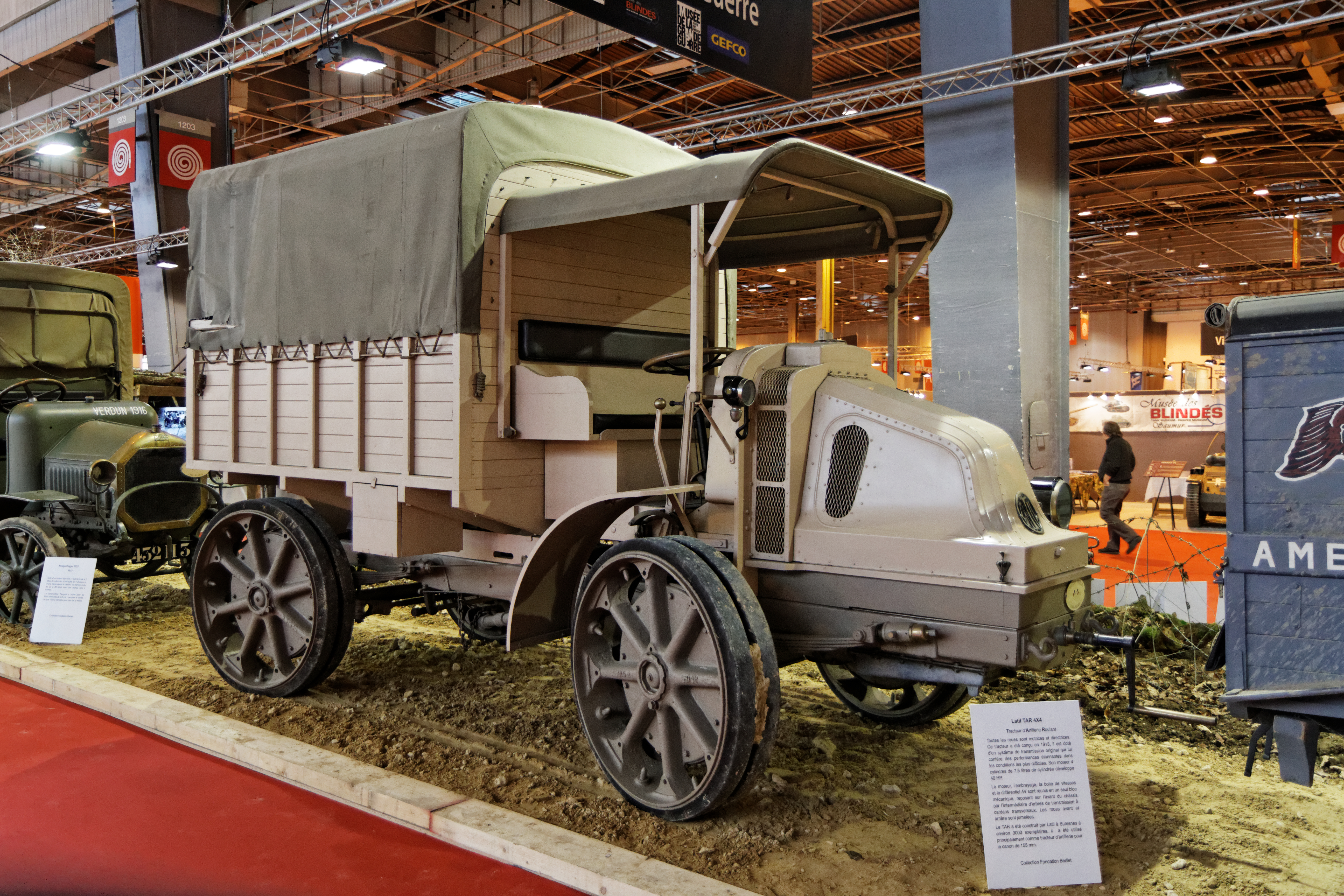
Latil TAR de la fondation Berliet.

- Fondation de l'Automobile Marius-Berliet : exemplaire entièrement restauré est exposé au Musée de la Grande Guerre du pays de Meaux[3].